# Micheál Martin
Micheál Martin, född 1 augusti 1960 i Cork, är en irländsk politiker. Han är ledamot av Dáil Éireann sedan 1989 och partiledare för Fianna Fáil sedan 2011. Han var Irlands utrikesminister 2008–2011. Han var Irlands regeringschef mellan 2020 och 2022. Han är vice regeringschef, utrikesminister och försvarsminister sedan 2022. Han var därtill tidigare utrikesminister 2008-2011.

## Uppväxt och tidig karriär
Martin föddes i Cork i en familj på sju personer (två föräldrar, två bröder och två systrar). Hans far var busschaufför och boxare under 40-, och 50-talen. Martin gick i skolorna Coláiste Chríost Rí samt Scoil Chríost Rí innan han började studera historia och iriska på University College Cork. När studierna var klara tog han under kort tid på sig jobbet som gymnasielärare, men tiden på universitetet hade också lett honom till mittenhögerpartiet Fianna Fáil där han också träffade sin framtida fru. 
Under sena 80-talet blev han del av partiets verkställande utskott samt ordförande för dess ungdomsförbund Ógra Fianna Fáil. Hans karriär tog verklig fart när han 1989 valdes in i Dáil Éireann, parlamentets underhus.

## Nationell karriär
När Fianna Fáil tog regeringsmakten från dess rivaler Fine Gael efter valet 1997 kunde Martin bli minister i Bertie Aherns regering. Från 1997 till 2000 var han utbildnings-, och forskningsminister innan han blev hälso-, och barnminister 2000 till 2004. Han blev sedan minister för näringsliv, handel och sysselsättning från 2004 till 2008. När Ahern efterträddes som taoiseach av Brian Cowen blev Martin utrikesminister fram till valförlusten 2011. 
I och med finanskrisen 2008 hade Cowens tid vid regeringsmakten blivit katastrofal och denne avgick som partiledare för Fianna Fáil 2011. Martin efterträdde honom i januari men kunde inte förhindra den enorma valförlusten en månad senare där partiet tappade 24 procentenheter och blev tredje största parti. Martin lyckades något att återställa partiets anseende då man i valet 2016 uppnådde 24% av rösterna, en förbättring på nästan 7 procentenheter jämfört med 17% 2011. 
Sett till antalet mandat i underhuset blev Fianna Fáil största parti efter valet 2020, även om man sett till antalet röster tappade två procentenheter. I samma val gjorde vänsternationalistiska, traditionellt sett IRA-affilierade partiet Sinn Féin enorma framgångar. Av både Fianna Fáil och Fine Gael sågs Sinn Féin som ett hot, där Martin inte ansåg partiet ett "normalt demokratiskt parti". Således, för att en regering skulle bildas behövde Fianna Fáil bilda regering med den traditionella rivalen Fine Gael. 
Trots att de båda i nuläget har liknande värderingar och placerar sig strax till höger om mitten har de sedan inbördeskriget varit ärkefiender. Fine Gaels föregångare stöttade där en mer pragmatisk väg mot irländsk självständighet genom anglo-irländska avtalet medan Fianna Fáil motsatte sig avtalet och förespråkade en radikalare väg mot självständighet. Dessa bildade då krigets båda sidor, och från det låg den största splittringen i irländsk politik inte mellan högern och vänstern utan mellan olika syner på självständigheten och inbördeskriget. De båda partiernas samarbete blev således en historisk kompromiss. 

### Tid som taoiseach
Micheál Martin skulle då bli taoiseach i en regering bestående av Fianna Fáil, Fine Gael och det gröna partiet. Enligt överenskommelsen skulle dock Martin bara få inneha posten i två år innan han skulle behöva överlämna den till Fine Gaels partiledare Leo Varadkar. 
Regeringsperioden skulle präglas av covidpandemin, där Martin ville prioritera landets återhämtning från krisen. Under hans regeringstid lättades restriktioner under våren och sommaren 2021, men återintroducerades i december samma år. I januari 2022 skulle landet till slut öppnas upp och de flesta restriktioner upphörde. Ekonomin fortsatte under pandemin vara tämligen stabil, där landet till skillnad från flera europeiska motparter behöll en positiv ekonomisk utveckling. BNP-tillväxten var under 2020 6,6%, under nästkommande år 15,1% och under 2022 9,4%. 
Större problem under Martins regeringsperiod var väsentligen växande hemlöshet samt vad man i landet har kallat en "cost of living crisis" (levnadskostnadskris). Priser på Irland har ökat stort sedan 2021, och enligt en undersökning från National Youth Council of Ireland var sju av tio unga beredda att emigrera på grund av höga priser i landet. I september 2021 var 8 475 personer på Irland hemlösa, i juni 2022, nästan ett år senare hade den siffran stigit till 10 492 (en ökning på drygt 20%). 
Enligt opinionsmätningar steg stödet för Fianna Fáil under Martins tid som taoiseach från drygt 15% till strax under 19%. Sedan hans avgång har dock stödet minskat till drygt 16%.

### Efter regeringsperioden
Micheál Martin avgick som taoiseach 17 december 2022. Därefter har han suttit som utrikes-, och försvarsminister samt vice regeringschef (tánaiste) under regeringscheferna (taoisigh) Leo Varadkar samt Simon Harris.